# Cerodontha flavipalpis
Cerodontha flavipalpis este o specie de muște din genul Cerodontha, familia Agromyzidae, descrisă de Mitsuhiro Sasakawa în anul 1988. Conform Catalogue of Life specia Cerodontha flavipalpis nu are subspecii cunoscute.